# 돈 서턴
도널드 하워드 돈 서턴(영어: Donald Howard Don Sutton, 1945년 4월 2일 ~ 2021년 1월 18일)은 미국의 야구 선수로, 선수 시절 포지션은 투수이다. 메이저 리그 베이스볼 로스앤젤레스 다저스, 휴스턴 애스트로스, 밀워키 브루어스, 오클랜드 애슬레틱스, 캘리포니아 앤젤스에서 뛰었으며 통산 321선발승으로 현대 야구가 시작된 1900년 이후 데뷔한 투수들 중 통산 선발승 8위에 랭크됐으나 선발 20승은 1976년 21승(20선발승)이 유일했다.
1976년 루 게릭 메모리얼 어워드를 수상했으며 1983년 6월 24일에는 3000 탈삼진 클럽에 이름을 올렸다. 1998년 미국 야구 전당에 헌정되었다. 로스앤젤레스 다저스는 그가 달았던 등번호 20번을 영구 결번으로 지정하였다. 그러나 서턴은 당시 사포, 바셀린을 사용하여 부정투구를 하였다. 당시에는 대부분의 투수들이 부정투구를 하는 것이 관행이었다.
2021년 1월 18일 자택에서 잠을 자던 중 향년 76세로 사망했다 .